# Daniel Kiprugut Too

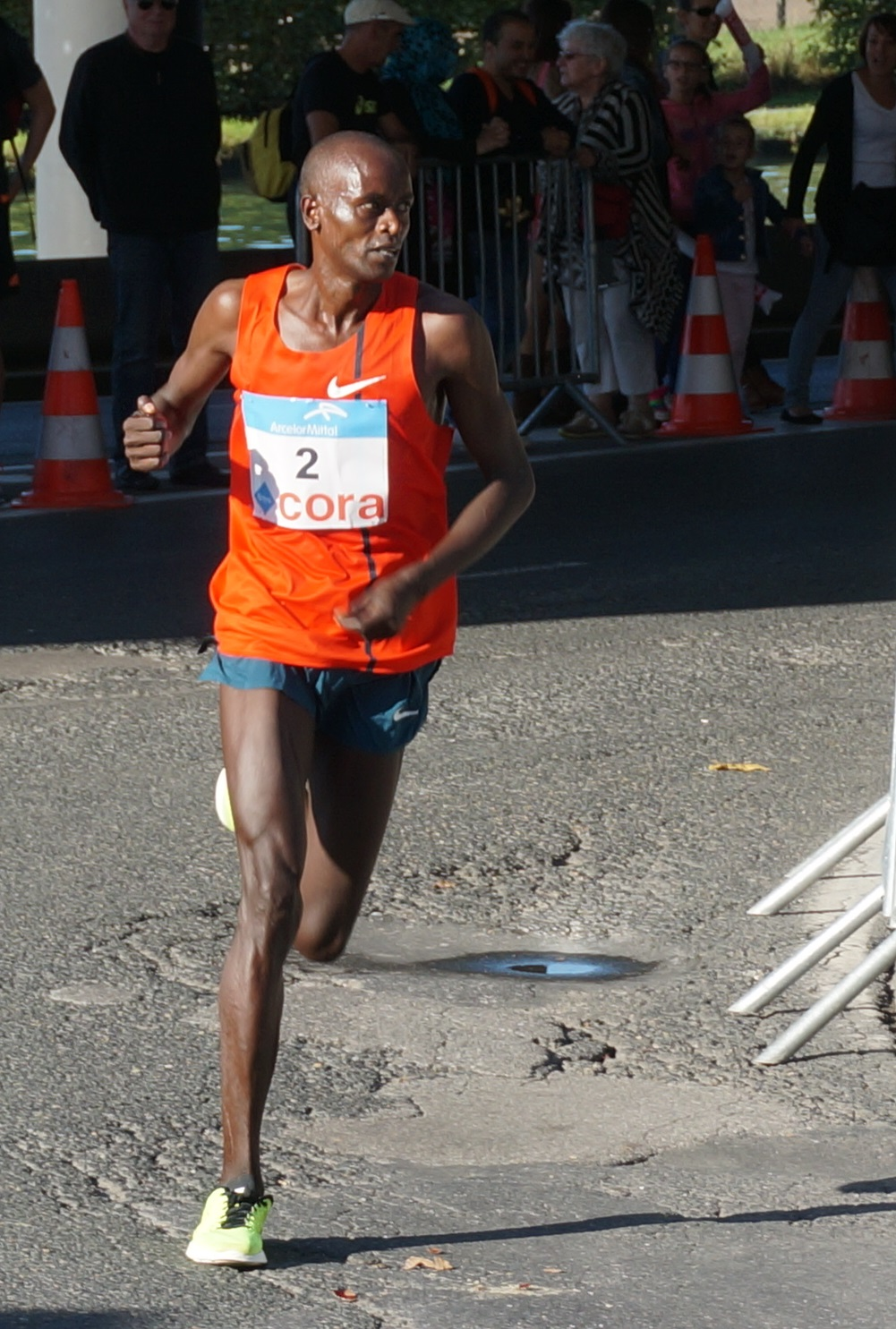
Reims-Marathon

Daniel Kiprugut Too (* 25. April 1978) ist ein kenianischer Marathonläufer.
2001 gewann er den Alsterlauf und 2003 beim Küstenmarathon auf der 10-km-Strecke. 2004 siegte er beim North Sea Beach Marathon auf der Halbmarathonstrecke und beim H. C. Andersen Marathon mit dem aktuellen Streckenrekord von 2:13:57 h. 2005 wurde er Zweiter beim Stockholm-Marathon, und 2006 siegte er erneut beim H. C. Andersen Marathon. 2007 wurde er Dritter beim Düsseldorf-Marathon und gewann den Köln-Marathon. Einem zweiten Platz in Köln 2008 folgte 2009 ein zehnter Platz beim Paris-Marathon und ein sechster beim Toronto Waterfront Marathon. 2010 wurde er mit seiner persönlichen Bestzeit von 2:08:29 h Fünfter beim Paris-Marathon.